# Hans Geib
Hans „Ötte“ Geib (* 21. Dezember 1921 in Barmen; † 31. März 1995 in Wuppertal) war ein deutscher Mundartautor.

## Leben
In den frühen 1950er arbeitete Geib mit dem Kameramann Peter Forster und dem Filmteam um Regisseur Gero Priemel, die zusammen aus dem nach den Luftangriffen kriegszerstörten Wuppertal berichteten. Sie setzten den Wiederaufbau der Industrie und Stadt in Szene und verbreiteten die Botschaft, „dass es wieder aufwärts geht“. Es entstanden zu dieser Zeit fünf Filme.
Seit dem Ende der 1960er schrieb Geib unter dem Pseudonym „Ötte“ die wöchentliche Glosse „Hie kallt Ötte“ zunächst im General-Anzeiger, dann in der Westdeutschen Zeitung (WZ). Er war damit fast drei Jahrzehnte ständiger Kolumnist in der WZ und schrieb über große und kleine Gegebenheiten aus der Stadt. Die Glosse war in Barmer Platt geschrieben. Zusammen mit Kurt Schnöring publizierte er mehrere Bücher, beide waren im Presse- und Informationsamtes der Stadtverwaltung Wuppertal beruflich tätig. Geib war 1978 Chef der Presseabteilung und stellvertretender Amtsleiter. Daneben organisierte Geib viele Stadtrundfahrten und Heimatfeste.
Neben seinen schriftstellerischen Tätigkeiten lieh Geib seine Stimme bei der Vertonung von Videofilmen über Wuppertaler Geschichte und agierte als Kommentator.
1995 starb der 73-jährige passionierte „Plattkaller“ und humoristische Autor, der in Wuppertal eine Fangemeinde hatte. Der Basketballspieler Gordon Geib ist sein Enkel. Geib galt als Wuppertaler Original.

## Veröffentlichungen (Auswahl)
- Hie kallt Ötte : 50 ausgesuchte Geschichten in nicht ganz astreinen Wuppertaler Platt, Born, Wuppertal, 1971.
- Geschichten, Anekdoten, Vertellches aus dem Wuppertal, zusammen mit Kurt Schnöring, Gronenberg, Gummersbach, 1978, ISBN 3-88265-027-3.
- Neue Geschichten, Anekdoten, Vertellches aus dem Wuppertal, zusammen mit Kurt Schnöring, Gronenberg, Gummersbach, 1980, ISBN 3-88265-068-0.
- Aus dem bergischen Liefersack : Histörchen und Schmunzelgeschichten, zusammen mit Kurt Schnöring, Pomp und Sobkowiak, Essen, 1985, ISBN 3-922693-60-1.
- Aus der bergischen Fuselkanne : Histörchen und Schmunzelgeschichten, zusammen mit Kurt Schnöring, Peter Pomp, Essen, 1988, ISBN 3-89355-011-9.
- Hie kallt Ötte : 126 ausgesuchte, lustige Geschichten in „gemischtem“ Wuppertaler Platt, Born, Wuppertal, 1988, ISBN 3-87093-020-9.
- Aus dem Bergischen Garnkasten : Histörchen und Schmunzelgeschichten, zusammen mit Kurt Schnöring, Peter Pomp, Essen, 1993, ISBN 3-89355-087-9.
- Aus der Bergischen Schatztruhe. Histörchen und Schmunzelgeschichten, zusammen mit Kurt Schnöring, Peter Pomp, Essen, 1998, ISBN 3-89355-100-X.

## Als Kommentator
- Der Fluss und seine Stadt. Rückblicke auf Wachstum, Zerstörung und Wiederaufbau in Wuppertal, 1965 und 1987.
- Schwebebahn-Unfall Wuppertal Sonnborn 1968
- Seifenkistenrennen 1950
- Bergbahn in Wuppertal 1925 + 1952
- Historische Filmdokumente 1920-25
- Der Fluss und seine Stadt" 1939-87